# Эль-Аруш, Моамед
Моаме́д Эль-Ару́ш (фр. Mohamed El Arouch; 6 апреля 2004) — французский футболист, полузащитник клуба «Ботафого».

## Клубная карьера
Воспитанник футбольной академии клуба «Оранж». С 2018 года тренировался в футбольной академии клуба «Олимпик Лион». В июле 2021 года подписал свой первый профессиональный контракт с клубом, а в мае 2022 года продлил его до 2025 года.
25 февраля 2023 года дебютировал в основном составе «Лиона» в матче французской Лиги 1 против «Анже», выйдя на замену Тиаго Мендесу.

## Карьера в сборной
Выступал за сборные Франции до 16, до 18 лет и до 19 лет.

## Личная жизнь
Родился во Франции в семье выходцев из Марокко.